# Teorema da continuidade de Kolmogorov
Em matemática, o teorema da continuidade de Kolmogorov é um teorema que garante que um processo estocástico que satisfaz certas condições quanto aos momentos de seus incrementos seja contínuo (ou, mais precisamente, tenha uma "versão contínua"), Recebe este nome em homenagem ao matemático soviético Andrei Kolmogorov.

## Demonstração
Considere {\displaystyle (S,d)} um espaço métrico completo tal que {\displaystyle d} é {\displaystyle {\mathcal {B}}(S)\otimes {\mathcal {B}}(S)} mensurável e considere {\displaystyle X:[0,+\infty )\times \Omega \to S} um processo estocástico. Suponha que, para todos os tempos {\displaystyle T>0}, há constantes positivas {\displaystyle \alpha ,\beta ,K} tal que
{\displaystyle \mathbb {E} [d(X_{t},X_{s})^{\alpha }]\leq K|t-s|^{1+\beta }}
para todo {\displaystyle 0\leq s,t\leq T}. Então, há uma modificação de {\displaystyle X} que é um processo contínuo, isto é, um processo {\displaystyle {\tilde {X}}:[0,+\infty )\times \Omega \to S} tal que
- {\displaystyle {\tilde {X}}} é um processo contínuo amostral;
- Para todo momento {\displaystyle t\geq 0}, {\displaystyle \mathbb {P} (X_{t}={\tilde {X}}_{t})=1}.

Além disto, os caminhos de {\displaystyle {\tilde {X}}} são localmente {\displaystyle \gamma }-Hölder-contínuos para todo {\displaystyle 0<\gamma <{\tfrac {\beta }{\alpha }}}.

## Exemplo
No caso do movimento browniano em {\displaystyle \mathbb {R} ^{n}}, a escolha das constantes {\displaystyle \alpha =4}, {\displaystyle \beta =1}, {\displaystyle K=n(n+2)} funcionará no teorema da continuidade de Kolmogorov. Além disto, para qualquer número inteiro positivo {\displaystyle m}, as constantes {\displaystyle \alpha =2m}, {\displaystyle \beta =m-1} funcionarão para algum valor positivo de {\displaystyle K} que depende de {\displaystyle n} e {\displaystyle m}.